# Senato di Bologna
Il Senato di Bologna (detto anche Reggimento) fu il principale organo di governo, assieme al Legato papale, della città di Bologna nel periodo pontificio.

## Storia
Il Senato nacque nel 1506 su volere di Giulio II come Consiglio dei Quaranta, fu abolito dallo stesso nel 1512 come reazione al breve ritorno al potere dei Bentivoglio. L'anno seguente il successore Papa Leone X lo istituì nuovamente, inizialmente composto da trentanove membri, diventati quaranta nel 1528. Nel 1590 furono innalzati al definitivo numero di cinquanta tramite una bolla di Papa Sisto V.
Nel 1796, con la destituzione del Legato pontificio da parte delle truppe francesi, il Senato divenne la principale autorità cittadina. Il Senato così resse la transitoria Repubblica Bolognese, prima di essere sciolto con la costituzione della Repubblica Cispadana.

## Organizzazione
Il senato era composto, dopo il 1590, da 50 esponenti della nobiltà cittadina, la cui carica di senatore era vitalizia; essa era anche di fatto ereditaria, dato che la nomina era affidata al Pontefice, su selezione di quattro nomi scelti dai senatori, tra i quali erano presenti il figlio oppure un nipote o un fratello. Era presente anche un limite d'età, posto a venticinque anni. Il nome formale del Senato, Quadraginta Reformatores status libertatis civitatis Bononiae, riprendeva un'antica magistratura che risaliva all'epoca comunale, rifiutando tra l'altro l'addizione dei 10 senatori voluta da Sisto V.
Il potere esecutivo era esercitato da un Gonfaloniere di Giustizia, coadiuvato da otto Anziani Consoli, eletti ogni due mesi dal Senato stesso. Gli Anziani Consoli, provenienti dalla nobiltà minore o dal ceto dei maestri di diritto, esercitavano compiti per lo più minori, risultando un relitto degli ordinamenti medievali. Il Gonfaloniere, formalmente al vertice del Senato, era colui che sottoscriveva i bandi assieme al Legato, ma nei fatti non era altro che un rappresentante dell'oligarchia cittadina espressa dal Senato. Il Gonfaloniere e gli Anziani Consoli erano obbligati a risiedere nel Palazzo Pubblico (quello che oggi viene chiamato Palazzo d'Accursio) durante l'esercizio della loro carica.
Il senato si riuniva regolarmente due volte la settimana, il martedì e il venerdì.

### Assunterie
Per la concreta amministrazione degli affari di governo i senatori erano riuniti in collegi denominati Assunterie, paragonabili agli odierni dicasteri. Esse rimanevano in carica per un anno e potevano essere ordinarie o straordinarie a seconda dei compiti e della durata.
Le principali assunterie ordinarie erano otto:
- Assunteria di Camera, con competenza ai dazi e all'erario pubblico.
- Assunteria di Governo, si occupava dell'amministrazione delle comunità rurali del contado.
- Assunteria di Imposta
- Assunteria di Ornato, preposta alla manutenzione delle strade, delle fogne e in generale del suolo pubblico.
- Assunteria di Munizione, preposta alla manutenzione dei beni pubblici come i palazzi di governo, le mura e le piazze di mercato.
- Assunteria di Pavaglione, sovrintendeva il mercato dei bozzoli da seta, detto appunto del Pavaglione.
- Assunteria di Zecca, sovrintendeva la zecca cittadina.
- Assunteria di Milizia, preposta alla cura delle milizie locali.

A queste si aggiungevano altre come ad esempio:
- Assunteria di Sanità, si occupava delle questioni di igiene e sanità pubblica.
- Assunteria di Magistrati, sovrintendeva le nomine alle cariche e magistrature minori.
- Assunteria di Studio, era l'organo che sovrintendeva l'Università di Bologna.
- Assunteria di Istituto, creata nel 1712 per la sovrintendenza del nuovo Istituto delle Scienze.

Erano invece assunterie straordinarie:
- Assunteria di Abbondanza, creata in situazioni di emergenza soprattutto relative all’approvvigionamento dei cereali.
- Assunteria di Sede Vacante, si installava ogni volta che la cattedra papale era vacante onde evitare disordini.

Ne esistevano altre come per esempio quelle di Gabella, Confini, Sgravamento, Arti, Tasse, Liti e Sollievo.

## Elenco dei senatori
Elenco di tutti i senatori, con indicazione dell'anno di presa di possesso e di quello di cessazione dalla carica.
| Seggio                                |                                              | Famiglia                              | Senatori                                                                            | Stemma                                |
| Seggi istituiti da Giulio II nel 1506 | Seggi istituiti da Giulio II nel 1506        | Seggi istituiti da Giulio II nel 1506 | Seggi istituiti da Giulio II nel 1506                                               | Seggi istituiti da Giulio II nel 1506 |
| ------------------------------------- | -------------------------------------------- | ------------------------------------- | ----------------------------------------------------------------------------------- | ------------------------------------- |
| I                                     | 1506-1511 1513-1797                          | Albergati                             | Alberto di Pietro (1506-1511 deposto; 1513-1519 deceduto)                           |                                       |
| I                                     | 1506-1511 1513-1797                          | Albergati                             | Cornelio di Alberto (1523-1561 rinuncia)                                            |                                       |
| I                                     | 1506-1511 1513-1797                          | Albergati                             | Alberto di Cornelio (1561-1605 rinuncia)                                            |                                       |
| I                                     | 1506-1511 1513-1797                          | Albergati                             | Silvio di Alberto (1605-1624 rinuncia)                                              |                                       |
| I                                     | 1506-1511 1513-1797                          | Albergati                             | Girolamo di Silvio (1629-1696 rinuncia)                                             |                                       |
| I                                     | 1506-1511 1513-1797                          | Albergati                             | Francesco Maria (1696-1714 rinuncia)                                                |                                       |
| I                                     | 1506-1511 1513-1797                          | Albergati                             | Luigi di Francesco Maria (1714-1748 rinuncia)                                       |                                       |
| I                                     | 1506-1511 1513-1797                          | Albergati                             | Francesco Maria di Luigi (1751-1797 deposto)                                        |                                       |
| II                                    | 1506-1583                                    | Aldrovandi                            | Giovanni Francesco di Niccolò (1506-1512 deceduto)                                  |                                       |
| II                                    | 1506-1583                                    | Aldrovandi                            | Filippo Maria di Sebastiano (1513-1541 deceduto)                                    |                                       |
| II                                    | 1506-1583                                    | Aldrovandi                            | Giovanni di Giovanni Francesco (1541-1583 deceduto)                                 |                                       |
| II                                    | 1583-1756                                    | Bonfioli                              | Rodolfo di Antonio (1583-1604 deceduto)                                             |                                       |
| II                                    | 1583-1756                                    | Bonfioli                              | Ercole di Rodolfo (1604-1648 deceduto)                                              |                                       |
| II                                    | 1583-1756                                    | Bonfioli                              | Lelio di Ercole (1649-1669 deceduto)                                                |                                       |
| II                                    | 1583-1756                                    | Bonfioli                              | Agesilao di Lelio (1669-1699 deceduto)                                              |                                       |
| II                                    | 1583-1756                                    | Bonfioli                              | Ercole Maria di Agesilao (1699-1725 rinuncia)                                       |                                       |
| II                                    | 1583-1756                                    | Bonfioli                              | Lodovico di Ercole (1725-1756 deceduto)                                             |                                       |
| II                                    | 1756-1797                                    | Malvasia                              | Cesare di Cornelio (1756-1767 deceduto)                                             |                                       |
| II                                    | 1756-1797                                    | Malvasia                              | Giuseppe di Cesare (1767-1797 deposto)                                              |                                       |
| III                                   | 1506-1508                                    | Ariosti                               | Rinaldo di Cristofaro (1506-1508 deposto)                                           |                                       |
| III                                   | 1508-1511                                    | Guastavillani                         | Filippo di Bartolomeo (1506-1511 deposto)                                           |                                       |
| III                                   | 1513-1525                                    | Angelelli                             | Cristoforo di Andrea (1513-1525 deceduto)                                           |                                       |
| III                                   | 1528-1553                                    | Rossi                                 | Lodovico di Mino (1528-1553 deceduto)                                               |                                       |
| III                                   | 1553-1713                                    | Ghisilardi                            | Antonio di Lodovico Musotti, adottato da Bartolomeo Ghisilardi (1553-1588 rinuncia) |                                       |
| III                                   | 1553-1713                                    | Ghisilardi                            | Bartolomeo di Antonio (1588-1615 deceduto)                                          |                                       |
| III                                   | 1553-1713                                    | Ghisilardi                            | Andrea di Bartolomeo (1615-1667 rinuncia)                                           |                                       |
| III                                   | 1553-1713                                    | Ghisilardi                            | Silvio di Filippo (1667-1713 rinuncia)                                              |                                       |
| III                                   |                                              | Beccadelli                            | Giacomo di Cesare (1713-1740 rinuncia)                                              |                                       |
| III                                   | Lodovico di Giacomo (1740-1754 deceduto)     | Beccadelli                            |                                                                                     |                                       |
| III                                   | Grimoaldo di Lodovico (1754-1767 deceduto)   | Beccadelli                            |                                                                                     |                                       |
| III                                   | Gaetano di Giacomo (1767-1782 deceduto)      | Beccadelli                            |                                                                                     |                                       |
| III                                   | Lodovico di Grimoaldo (1782-1785 deceduto)   | Beccadelli                            |                                                                                     |                                       |
| III                                   | Giacomo di Grimoaldo (1785-1797 deposto)     | Beccadelli                            |                                                                                     |                                       |
| IV                                    | 1506-1510 1513-1614                          | Armi                                  | Giacomo di Giovanni (1506-1510 rinuncia; 1513-1516 deceduto)                        |                                       |
| IV                                    | 1506-1510 1513-1614                          | Armi                                  | Gaspare di Lodovico (1518-1559 rinuncia)                                            |                                       |
| IV                                    | 1506-1510 1513-1614                          | Armi                                  | Giovanni di Gaspare (1559-1592 deceduto)                                            |                                       |
| IV                                    | 1506-1510 1513-1614                          | Armi                                  | Aurelio di Giovanni (1592-1614 deceduto)                                            |                                       |
| IV                                    | 1614-1644                                    | Marescalchi                           | Vincenzo di Fulvio (1614-1615 deceduto)                                             |                                       |
| IV                                    | 1614-1644                                    | Marescalchi                           | Fulvio Antonio di Vincenzo (1621-1644 deceduto)                                     |                                       |
| IV                                    | 1644-1797                                    | Vassè Pietramellara                   | Giovanni Antonio di Giacomo (1644-1690 rinuncia)                                    |                                       |
| IV                                    | 1644-1797                                    | Vassè Pietramellara                   | Giuseppe di Giovanni Antonio (1690-1730 rinuncia)                                   |                                       |
| IV                                    | 1644-1797                                    | Vassè Pietramellara                   | Lorenzo di Giuseppe (1730-1743 deceduto)                                            |                                       |
| IV                                    | 1644-1797                                    | Vassè Pietramellara                   | Pietro di Lorenzo (1743-1767 deceduto)                                              |                                       |
| IV                                    | 1644-1797                                    | Vassè Pietramellara                   | Giacomo di Lorenzo (1767-1782 deceduto)                                             |                                       |
| IV                                    | 1644-1797                                    | Vassè Pietramellara                   | Giovanni Antonio di Giacomo (1783-1785 deceduto)                                    |                                       |
| IV                                    | 1644-1797                                    | Vassè Pietramellara                   | Pietro di Giacomo (1785-1797 deposto)                                               |                                       |
| V                                     | 1506-1511 1513-1543                          | Bargellini                            | Ovidio di Astorre (1506-1511 deposto; 1513-1541 deceduto)                           |                                       |
| V                                     | 1506-1511 1513-1543                          | Bargellini                            | Giulio Cesare di Ovidio (1541-1543 deceduto)                                        |                                       |
| V                                     | 1543-1567                                    | Vitali                                | Lelio di Giulio (1543-1567 deceduto)                                                |                                       |
| V                                     | 1567-1597                                    | Guidotti                              | Costanzo di Guido Antonio (1567-1578 deceduto)                                      |                                       |
| V                                     | 1567-1597                                    | Guidotti                              | Saulo di Obizzo (1578-1578 deceduto)                                                |                                       |
| V                                     | 1578-1597                                    | Ghiselli                              | Ruggero di Antonio (1578-1597 deceduto)                                             |                                       |
| V                                     | 1599-1768                                    | Bianchini                             | Marcantonio di Ottavio (1599-1609 deceduto)                                         |                                       |
| V                                     | 1599-1768                                    | Bianchini                             | Pietro di Marcantonio (1619-1643 rinuncia)                                          |                                       |
| V                                     | 1599-1768                                    | Bianchini                             | Prospero di Ulisse (1643-1649 deceduto)                                             |                                       |
| V                                     | 1599-1768                                    | Bianchini                             | Cesare di Ulisse (1650-1676 rinuncia)                                               |                                       |
| V                                     | 1599-1768                                    | Bianchini                             | Antonio Giuseppe di Cesare (1676-1728 rinuncia)                                     |                                       |
| V                                     | 1599-1768                                    | Bianchini                             | Cesare Carlo di Antonio Giuseppe (1733-1768 deceduto)                               |                                       |
| V                                     | 1768-1781                                    | Malvezzi Bonfioli                     | Alfonso di Giuseppe Ercole (1768-1774 rinuncia)                                     |                                       |
| V                                     | 1768-1781                                    | Malvezzi Bonfioli                     | Giuseppe Ercole di Pietro Paolo (1775-1781 deceduto)                                |                                       |
| V                                     | 1781-1793: vacante                           |                                       |                                                                                     |                                       |
| V                                     | 1793-1797                                    | Bevilacqua                            | Francesco di Luigi (1793-1797 deposto)                                              |                                       |
| VI                                    | 1506-1797                                    | Bentivoglio                           | Ercole di Lodovico (1506-1524 deceduto)                                             |                                       |
| VI                                    | 1506-1797                                    | Bentivoglio                           | Lodovico di Ercole (1524-1544 deceduto)                                             |                                       |
| VI                                    | 1506-1797                                    | Bentivoglio                           | Antonio di Lodovico (1544-1553 deceduto)                                            |                                       |
| VI                                    | 1506-1797                                    | Bentivoglio                           | Ercole di Antonio (1553-1599 deceduto)                                              |                                       |
| VI                                    | 1506-1797                                    | Bentivoglio                           | Alberto di Ercole (1599-1621 deceduto)                                              |                                       |
| VI                                    | 1506-1797                                    | Bentivoglio                           | Francesco di Alberto (1621-1638 deceduto)                                           |                                       |
| VI                                    | 1506-1797                                    | Bentivoglio                           | Fulvio di Girolamo (1638-1661 deceduto)                                             |                                       |
| VI                                    | 1506-1797                                    | Bentivoglio                           | Girolamo di Fulvio (1662-1714 deceduto)                                             |                                       |
| VI                                    | 1506-1797                                    | Bentivoglio                           | Lorenzo di Fulvio (1714-1718 deceduto)                                              |                                       |
| VI                                    | 1506-1797                                    | Bentivoglio                           | Filippo di Ulisse (1718-1723 deceduto)                                              |                                       |
| VI                                    | 1506-1797                                    | Bentivoglio                           | Fulvio di Lorenzo (1723-1781 deceduto)                                              |                                       |
| VI                                    | 1506-1797                                    | Bentivoglio                           | Girolamo di Fulvio (1781-1787 deceduto)                                             |                                       |
| VI                                    | 1506-1797                                    | Bentivoglio                           | Filippo di Girolamo (1788-1797 deposto)                                             |                                       |
| VII                                   | 1506-1511 1513-1547                          | Bianchetti                            | Francesco di Carlo (1506-1507 deceduto)                                             |                                       |
| VII                                   | 1506-1511 1513-1547                          | Bianchetti                            | Girolamo di Bonifacio (1507-1511 deceduto)                                          |                                       |
| VII                                   | 1506-1511 1513-1547                          | Bianchetti                            | Lorenzo di Tommaso (1513-1547 deceduto)                                             |                                       |
| VII                                   | 1547-1797                                    | Grassi                                | Girolamo di Achille (1547-1556 deceduto)                                            |                                       |
| VII                                   | 1547-1797                                    | Grassi                                | Giovanni Antonio di Cesare (1556-1562 deceduto)                                     |                                       |
| VII                                   | 1547-1797                                    | Grassi                                | Gaspare di Giovanni Antonio (1562-1572 deceduto)                                    |                                       |
| VII                                   | 1547-1797                                    | Grassi                                | Fulvio di Gaspare (1572-1607 deceduto)                                              |                                       |
| VII                                   | 1547-1797                                    | Grassi                                | Gabriele di Paris (1607-1614 deceduto)                                              |                                       |
| VII                                   | 1547-1797                                    | Grassi                                | Alberto di Gaspare (1614-1663 deceduto)                                             |                                       |
| VII                                   | 1547-1797                                    | Grassi                                | Giovanni Gaspare di Alberto (1663-1711 deceduto)                                    |                                       |
| VII                                   | 1547-1797                                    | Grassi                                | Alberto di Giovanni Gaspare (1711-1724 deceduto)                                    |                                       |
| VII                                   | 1547-1797                                    | Grassi                                | Paris di Achille (1724-1743 deceduto)                                               |                                       |
| VII                                   | 1547-1797                                    | Grassi                                | Carlo di Paris (1744-1776 deceduto)                                                 |                                       |
| VII                                   | 1547-1797                                    | Grassi                                | Vincenzo di Camillo (1776-1797 deposto)                                             |                                       |
| VIII                                  | 1506-1507                                    | Bianchi                               | Annibale di Filippo (1506-1507 deceduto)                                            |                                       |
| VIII                                  | 1507-1511                                    | Angelelli                             | Cristoforo di Andrea (1507-1511 deposto)                                            |                                       |
| VIII                                  | 1513-1549                                    | Bianchi                               | Brunino di Ludovico (1513-1525 deceduto)                                            |                                       |
| VIII                                  | 1513-1549                                    | Bianchi                               | Gaspare di Giovanni Battista (1525-1528 deceduto)                                   |                                       |
| VIII                                  | 1513-1549                                    | Bianchi                               | Gualterotto di Gaspare (1528-1549 deceduto)                                         |                                       |
| VIII                                  | 1549-1662                                    | Bianchetti                            | Cesare di Lorenzo (1549-1581 deceduto)                                              |                                       |
| VIII                                  | 1549-1662                                    | Bianchetti                            | Marcantonio di Cesare (1581-1632 rinuncia)                                          |                                       |
| VIII                                  | 1549-1662                                    | Bianchetti                            | Cesare di Marcantonio (1632-1648 rinuncia)                                          |                                       |
| VIII                                  | 1549-1662                                    | Bianchetti                            | Giorgio Lodovico di Cesare (1648-1662 deceduto)                                     |                                       |
| VIII                                  | 1662-1691                                    | Vizzani                               | Filiberto (1662-1691 deceduto)                                                      |                                       |
| VIII                                  | 1691-1797                                    | Segni                                 | Francesco Maria di Girolamo (1691-1745 deceduto)                                    |                                       |
| VIII                                  | 1691-1797                                    | Segni                                 | Lodovico di Girolamo (1745-1797 deposto)                                            |                                       |
| IX                                    | 1506-1511 1513-1621                          | Bolognini                             | Lodovico di Giovanni (1506-1508 deceduto)                                           |                                       |
| IX                                    | 1506-1511 1513-1621                          | Bolognini                             | Taddeo di Giovanni (1508-1511 deposto; 1513-1526 deceduto)                          |                                       |
| IX                                    | 1506-1511 1513-1621                          | Bolognini                             | Bartolomeo di Ludovico (1528-1557 deceduto)                                         |                                       |
| IX                                    | 1506-1511 1513-1621                          | Bolognini                             | Giovanni Maria di Francesco (1557-1567 deceduto)                                    |                                       |
| IX                                    | 1506-1511 1513-1621                          | Bolognini                             | Camillo di Giovanni Maria (1567-1600 deceduto)                                      |                                       |
| IX                                    | 1506-1511 1513-1621                          | Bolognini                             | Fulvio di Giovanni Maria (1600-1602 deceduto)                                       |                                       |
| IX                                    | 1506-1511 1513-1621                          | Bolognini                             | Emilio di Giovanni Maria (1602-1621 deceduto)                                       |                                       |
| IX                                    | 1621-1738                                    | Bovio                                 | Andrea di Mario (1621-1631 rinuncia)                                                |                                       |
| IX                                    | 1621-1738                                    | Bovio                                 | Giovanni Ludovico di Andrea (1631-1660 rinuncia)                                    |                                       |
| IX                                    | 1621-1738                                    | Bovio                                 | Rinaldo di Giovanni Ludovico (1660-1664 destituito)                                 |                                       |
| IX                                    | 1621-1738                                    | Bovio                                 | Antonio di Andrea (1664-1675 deceduto)                                              |                                       |
| IX                                    | 1621-1738                                    | Bovio                                 | Andrea di Antonio (1676-1702 rinuncia)                                              |                                       |
| IX                                    | 1621-1738                                    | Bovio                                 | Antonio di Andrea (1702-1738 deceduto)                                              |                                       |
| IX                                    | 1738-1780                                    | Bolognini                             | Taddeo di Massimiliano (1738-1744 rinuncia)                                         |                                       |
| IX                                    | 1738-1780                                    | Bolognini                             | Lodovico di Taddeo (1750-1767 deceduto)                                             |                                       |
| IX                                    | 1738-1780                                    | Bolognini                             | Bartolomeo di Taddeo (1767-1780 deceduto)                                           |                                       |
| IX                                    | 1780-1791: vacante                           |                                       |                                                                                     |                                       |
| IX                                    | 1791-1797                                    | Tanari                                | Sebastiano di Antonio (1791-1797 deposto)                                           |                                       |
| X                                     | 1506-1511 1513-1728                          | Campeggi                              | Giovanni Zaccaria di Bartolomeo (1506-1511 deposto)                                 |                                       |
| X                                     | 1506-1511 1513-1728                          | Campeggi                              | Antonio Maria di Giovanni Zaccaria (1513-1558 deceduto)                             |                                       |
| X                                     | 1506-1511 1513-1728                          | Campeggi                              | Vincenzo di Antonio Maria (1558-1588 deceduto)                                      |                                       |
| X                                     | 1506-1511 1513-1728                          | Campeggi                              | Annibale di Antonio Maria (1588-1597 deceduto)                                      |                                       |
| X                                     | 1506-1511 1513-1728                          | Campeggi                              | Antonio di Annibale (1600-1637 deceduto)                                            |                                       |
| X                                     | 1506-1511 1513-1728                          | Campeggi                              | Annibale di Antonio (1637-1643 deceduto)                                            |                                       |
| X                                     | 1506-1511 1513-1728                          | Campeggi                              | Tommaso di Annibale (1643-1689 deceduto)                                            |                                       |
| X                                     | 1506-1511 1513-1728                          | Campeggi                              | Antonio Maria di Tommaso (1690-1726 deceduto)                                       |                                       |
| X                                     | 1506-1511 1513-1728                          | Campeggi                              | Lorenzo di Tommaso: non prese mai possesso del seggio, deceduto nel 1728            |                                       |
| X                                     | 1728-1786                                    | Ariosti                               | Corradino di Niccolò (1728-1762 deceduto)                                           |                                       |
| X                                     | 1728-1786                                    | Ariosti                               | Niccolò di Corradino (1763-1786 deceduto)                                           |                                       |
| X                                     | 1787-1797: vacante                           |                                       |                                                                                     |                                       |
| XI                                    | 1506-1511 1513-1528                          | Carbonesi                             | Alberto di Evangelista (1506-1511 deposto)                                          |                                       |
| XI                                    | 1506-1511 1513-1528                          | Carbonesi                             | Lodovico di Alberto (1513-1528 deceduto)                                            |                                       |
| XI                                    | 1528-1582                                    | Calderini                             | Lodovico di Domenico Maria (1528-1541 deceduto)                                     |                                       |
| XI                                    | 1528-1582                                    | Calderini                             | Giovanni Andrea di Domenico Maria (1542-1582 deceduto)                              |                                       |
| XI                                    | 1582-1662                                    | Bolognetti                            | Alessandro di Francesco (1582-1612 deceduto)                                        |                                       |
| XI                                    | 1582-1662                                    | Bolognetti                            | Alberto di Alessandro (1617-1627 deceduto)                                          |                                       |
| XI                                    | 1582-1662                                    | Bolognetti                            | Francesco di Alessandro (1627-1644 deceduto)                                        |                                       |
| XI                                    | 1582-1662                                    | Bolognetti                            | Giuseppe Antonio di Francesco (1644-1662 rinuncia)                                  |                                       |
| XI                                    | 1662-1701                                    | Azzolini                              | Francesco Zolini (1662-1701 deceduto)                                               |                                       |
| XI                                    | 1701-1750                                    | Bianchetti                            | Cesare di Giulio (1701-1731 rinuncia)                                               |                                       |
| XI                                    | 1701-1750                                    | Bianchetti                            | Giulio di Lorenzo (1733-1750 rinuncia)                                              |                                       |
| XI                                    | 1751-1760                                    | Pamphili                              | Girolamo (1751-1760 deceduto): non fece mai ingresso in Senato                      |                                       |
| XI                                    | 1761-1762                                    | Rossi Turrini                         | Francesco di Luigi (1761-1762 deceduto)                                             |                                       |
| XI                                    | 1762-1797                                    | Marsili Rossi                         | Prospero di Marcantonio (1762-1773 deceduto)                                        |                                       |
| XI                                    | 1762-1797                                    | Marsili Rossi                         | Angelo di Prospero (1773-1797 deposto)                                              |                                       |
| XII                                   | 1506-1511 1513-1589                          | Castelli                              | Alberto di Giovanni Paolo (1506-1508 deceduto)                                      |                                       |
| XII                                   | 1506-1511 1513-1589                          | Castelli                              | Giovanni Battista di Dionisio (1508-1511 deposto)                                   |                                       |
| XII                                   | 1506-1511 1513-1589                          | Castelli                              | Galeazzo di Giovanni Battista (1513-1541 deceduto)                                  |                                       |
| XII                                   | 1506-1511 1513-1589                          | Castelli                              | Bartolomeo di Galeazzo (1541-1589 deceduto)                                         |                                       |
| XII                                   | 1590-1707                                    | Scappi                                | Mario di Antonio Maria (1590-1592 deceduto)                                         |                                       |
| XII                                   | 1590-1707                                    | Scappi                                | Pietro Maria di Mario (1592-1626 deceduto)                                          |                                       |
| XII                                   | 1590-1707                                    | Scappi                                | Mario di Pietro Maria (16261632 deceduto)                                           |                                       |
| XII                                   | 1590-1707                                    | Scappi                                | Carlo Luigi di Pietro Maria (1632-1696 rinuncia)                                    |                                       |
| XII                                   | 1590-1707                                    | Scappi                                | Camillo di Mario (1697-1707 rinuncia)                                               |                                       |
| XII                                   | 1707-1797                                    | Lambertini                            | Egano di Cesare Giuseppe (1707-1712 deceduto)                                       |                                       |
| XII                                   | 1707-1797                                    | Lambertini                            | Giovanni di Marcello (1712-1730 deceduto)                                           |                                       |
| XII                                   | 1707-1797                                    | Lambertini                            | Egano di Giovanni (1731-1762 rinuncia)                                              |                                       |
| XII                                   | 1707-1797                                    | Lambertini                            | Giovanni di Egano (1763-1797 deposto)                                               |                                       |
| XIII                                  | 1506-1508                                    | Cattani                               | Eliseo di Bonifacio (1506-1508 deposto)                                             |                                       |
| XIII                                  | 1508-1511                                    | Bianchini                             | Pompeo di Bianchino (1508-1511 deposto)                                             |                                       |
| XIII                                  | 1513-1528                                    | Cattani                               | Eliseo di Bonifacio (1513-1528 deceduto)                                            |                                       |
| XIII                                  | 1528-1571                                    | Lupari                                | Marcantonio di Lodovico (1528-1542 deceduto)                                        |                                       |
| XIII                                  | 1528-1571                                    | Lupari                                | Alessandro di Lodovico (1543-1571 deceduto)                                         |                                       |
| XIII                                  | 1572-1785                                    | Guastavillani                         | Filippo di Angelo Michele (1572-1574 rinuncia)                                      |                                       |
| XIII                                  | 1572-1785                                    | Guastavillani                         | Girolamo di Angelo Michele (1576-1595 deceduto)                                     |                                       |
| XIII                                  | 1572-1785                                    | Guastavillani                         | Angelo Michele di Girolamo (1595-1608 deceduto)                                     |                                       |
| XIII                                  | 1572-1785                                    | Guastavillani                         | Girolamo di Angelo Michele (1609-1650 deceduto)                                     |                                       |
| XIII                                  | 1572-1785                                    | Guastavillani                         | Filippo di Angelo Michele (1650-1651 deceduto)                                      |                                       |
| XIII                                  | 1572-1785                                    | Guastavillani                         | Angelo Michele di Girolamo (1651-1701 rinuncia)                                     |                                       |
| XIII                                  | 1572-1785                                    | Guastavillani                         | Girolamo di Angelo Michele (1701-1734 deceduto)                                     |                                       |
| XIII                                  | 1572-1785                                    | Guastavillani                         | Angelo Michele di Girolamo (1734-1761 deceduto)                                     |                                       |
| XIII                                  | 1572-1785                                    | Guastavillani                         | Francesco di Angelo Michele (1761-1785 deceduto)                                    |                                       |
| XIII                                  | 1785-1797: vacante                           |                                       |                                                                                     |                                       |
| XIV                                   | 1506-1507                                    | Cospi                                 | Tommaso di Bartolomeo (1506-1507 deceduto)                                          |                                       |
| XIV                                   | 1507-1511                                    | Paltroni                              | Antonio di Antonio (1507-1511 deposto)                                              |                                       |
| XIV                                   | 1506-1796                                    | Cospi                                 | Angelo di Tommaso (1513-1516 deceduto)                                              |                                       |
| XIV                                   | 1506-1796                                    | Cospi                                 | Battista di Tommaso (1525-1540 deceduto)                                            |                                       |
| XIV                                   | 1506-1796                                    | Cospi                                 | Tommaso di Bartolomeo (1541-1561 deceduto)                                          |                                       |
| XIV                                   | 1506-1796                                    | Cospi                                 | Vincenzo di Bartolomeo (1561-1569 deceduto)                                         |                                       |
| XIV                                   | 1506-1796                                    | Cospi                                 | Tommaso di Francesco Maria (1569-1598 deceduto)                                     |                                       |
| XIV                                   | 1506-1796                                    | Cospi                                 | Francesco di Tommaso (1598-1640 deceduto)                                           |                                       |
| XIV                                   | 1506-1796                                    | Cospi                                 | Tommaso di Francesco (1640-1650 deceduto)                                           |                                       |
| XIV                                   | 1506-1796                                    | Cospi                                 | Ferdinando di Vincenzo (1650-1673 rinuncia)                                         |                                       |
| XIV                                   | 1506-1796                                    | Cospi                                 | Angelo di Battista (1673-1697 rinuncia)                                             |                                       |
| XIV                                   | 1506-1796                                    | Cospi                                 | Giovanni Battista di Filippo (1697-1721 rinuncia)                                   |                                       |
| XIV                                   | 1506-1796                                    | Cospi                                 | Girolamo di Giovanni Battista (1721-1776 deceduto)                                  |                                       |
| XIV                                   | 1506-1796                                    | Cospi                                 | Giorgio di Girolamo (1776-1797 deposto)                                             |                                       |
| XV                                    | 1506-1511 1513-1797                          | Fantuzzi                              | Francesco di Carlo Antonio (1506-1508 deposto)                                      |                                       |
| XV                                    | 1506-1511 1513-1797                          | Fantuzzi                              | Bonifacio di Tuiolo (1508-1511 deposto)                                             |                                       |
| XV                                    | 1506-1511 1513-1797                          | Fantuzzi                              | Francesco di Carlo Antonio (1513-1533 deceduto)                                     |                                       |
| XV                                    | 1506-1511 1513-1797                          | Fantuzzi                              | Carlo Antonio di Francesco (1533-1553 deceduto)                                     |                                       |
| XV                                    | 1506-1511 1513-1797                          | Fantuzzi                              | Alfonso di Gaspare (1554-1570 deceduto)                                             |                                       |
| XV                                    | 1506-1511 1513-1797                          | Fantuzzi                              | Ferdinando di Alfonso (1570-1600 deceduto)                                          |                                       |
| XV                                    | 1506-1511 1513-1797                          | Fantuzzi                              | Federico di Ferdinando (1600-1638 deceduto)                                         |                                       |
| XV                                    | 1506-1511 1513-1797                          | Fantuzzi                              | Paolo Emilio di Rodolfo (1638-1661 deceduto)                                        |                                       |
| XV                                    | 1506-1511 1513-1797                          | Fantuzzi                              | Carlo Rodolfo di Paolo Emilio (1661-1698 deceduto)                                  |                                       |
| XV                                    | 1506-1511 1513-1797                          | Fantuzzi                              | Paolo Emilio di Carlo Rodolfo (1698-1721 deceduto)                                  |                                       |
| XV                                    | 1506-1511 1513-1797                          | Fantuzzi                              | Filippo Gaetano di Carlo Rodolfo (1721-1729 deceduto)                               |                                       |
| XV                                    | 1506-1511 1513-1797                          | Fantuzzi                              | Scipione di Giovanni (1729-1747 deceduto)                                           |                                       |
| XV                                    | 1506-1511 1513-1797                          | Fantuzzi                              | Francesco di Filippo Gaetano (1747-1749 deceduto)                                   |                                       |
| XV                                    | 1506-1511 1513-1797                          | Fantuzzi                              | Giovanni di Scipione (1749-1774 rinuncia)                                           |                                       |
| XV                                    | 1506-1511 1513-1797                          | Fantuzzi                              | Giovanni Paolo di Scipione (1774-1779 deceduto)                                     |                                       |
| XV                                    | 1779-1788: vacante                           |                                       |                                                                                     |                                       |
| XV                                    | 1788-1797                                    | Braschi-Onesti                        | Luigi (1788-1797 deposto)                                                           |                                       |
| XVI                                   | 1506-1584                                    | Felicini                              | Ercole di Filippo (1506-1514 deceduto)                                              |                                       |
| XVI                                   | 1506-1584                                    | Felicini                              | Lattanzio di Ercole (1518-1544 deceduto)                                            |                                       |
| XVI                                   | 1506-1584                                    | Felicini                              | Giulio di Ercole (1545-1555 deceduto)                                               |                                       |
| XVI                                   | 1506-1584                                    | Felicini                              | Ercole di Ercole (1555-1584 deceduto)                                               |                                       |
| XVI                                   | 1584-1634                                    | Ruini                                 | Carlo di Antonio (1584-1598 deceduto)                                               |                                       |
| XVI                                   | 1584-1634                                    | Ruini                                 | Antonio di Carlo (1598-1606 deceduto)                                               |                                       |
| XVI                                   | 1584-1634                                    | Ruini                                 | Lelio di Carlo (1606-1612 rinuncia)                                                 |                                       |
| XVI                                   | 1584-1634                                    | Ruini                                 | Carlo di Antonio (1631-1630 deceduto)                                               |                                       |
| XVI                                   | 1584-1634                                    | Ruini                                 | Ottavio di Antonio (1630-1634 deceduto)                                             |                                       |
| XVI                                   | 1634-1797                                    | Ranuzzi                               | Marcantonio di Annibale (1634-1681 deceduto)                                        |                                       |
| XVI                                   | 1634-1797                                    | Ranuzzi                               | Annibale di Marcantonio (1682-1693 deceduto)                                        |                                       |
| XVI                                   | 1634-1797                                    | Ranuzzi                               | Giovanni Carlo di Annibale (1693-1706 deceduto)                                     |                                       |
| XVI                                   | 1634-1797                                    | Ranuzzi                               | Ferdinando di Annibale (1707-1724 rinuncia)                                         |                                       |
| XVI                                   | 1634-1797                                    | Ranuzzi                               | Marcantonio di Ferdinando (1724-1735 deceduto)                                      |                                       |
| XVI                                   | 1634-1797                                    | Ranuzzi                               | Girolamo di Marcantonio (1742-1784 deceduto)                                        |                                       |
| XVI                                   | 1634-1797                                    | Ranuzzi                               | Annibale di Girolamo (1785-1797 deposto)                                            |                                       |
| XVII                                  | 1506-1511                                    | Foscherari                            | Lodovico di Andrea (1506-1511 deposto)                                              |                                       |
| XVII                                  | 1506-1511                                    | Foscherari                            | Agostino di Tiresio (1513-1524 deceduto)                                            |                                       |
| XVII                                  | 1525-1550                                    | Casali                                | Andrea di Francesco (1525-1550 deceduto)                                            |                                       |
| XVII                                  | 1550-1797                                    | Ghisilieri                            | Filippo Carlo di Francesco (1550-1595 deceduto)                                     |                                       |
| XVII                                  | 1550-1797                                    | Ghisilieri                            | Francesco Maria di Filippo Carlo (1595-1603 deceduto)                               |                                       |
| XVII                                  | 1550-1797                                    | Ghisilieri                            | Camillo di Giorgio (1603-1607 deceduto)                                             |                                       |
| XVII                                  | 1550-1797                                    | Ghisilieri                            | Gualengo di Camillo (1607-1638 deceduto)                                            |                                       |
| XVII                                  | 1550-1797                                    | Ghisilieri                            | Filippo Carlo di Francesco Maria (1638-1660 deceduto)                               |                                       |
| XVII                                  | 1550-1797                                    | Ghisilieri                            | Francesco di Filippo Carlo (1671-1712 deceduto)                                     |                                       |
| XVII                                  | 1550-1797                                    | Ghisilieri                            | Filippo Carlo di Antonio Maria (1724-1765 deceduto)                                 |                                       |
| XVII                                  | 1550-1797                                    | Ghisilieri                            | Francesco Pio di Filippo Carlo (1766-1797 deposto)                                  |                                       |
| XVIII                                 | 1506-1511 1513-1541                          | Ghisilieri                            | Virgilio di Francesco (1506-1511 deposto; 1513-1523 deceduto)                       |                                       |
| XVIII                                 | 1506-1511 1513-1541                          | Ghisilieri                            | Bonaparte di Virgilio (1523-1541 deceduto)                                          |                                       |
| XVIII                                 | 1541-1689                                    | Paleotti                              | Camillo di Alessandro (1541-1594 deceduto)                                          |                                       |
| XVIII                                 | 1541-1689                                    | Paleotti                              | Galeazzo di Camillo (1594-1627 rinuncia)                                            |                                       |
| XVIII                                 | 1541-1689                                    | Paleotti                              | Camillo di Galeazzo (1627-1678 rinuncia)                                            |                                       |
| XVIII                                 | 1541-1689                                    | Paleotti                              | Giuseppe di Camillo (1678-1689 deceduto)                                            |                                       |
| XVIII                                 | 1690-1797                                    | Riario                                | Ottavio di Raffaele (1690-1711 deceduto)                                            |                                       |
| XVIII                                 | 1690-1797                                    | Riario                                | Paolo di Raffaele (1711-1712 deceduto)                                              |                                       |
| XVIII                                 | 1690-1797                                    | Riario                                | Niccolò di Raffaele (1712-1748 deceduto)                                            |                                       |
| XVIII                                 | 1690-1797                                    | Riario                                | Raffaele di Niccolò (1748-1787 deceduto)                                            |                                       |
| XVIII                                 | 1690-1797                                    | Riario                                | Niccolò di Raffaele (1787-1796 deceduto)                                            |                                       |
| XVIII                                 | 1690-1797                                    | Riario                                | Raffaele di Niccolò (1796-1797 deposto)                                             |                                       |
| XIX                                   | 1506-1583                                    | Gozzadini                             | Giovanni Antonio di Scipione (1506-1515 deceduto)                                   |                                       |
| XIX                                   | 1506-1583                                    | Gozzadini                             | Lodovico di Giovanni Antonio (1515-1527 deceduto)                                   |                                       |
| XIX                                   | 1506-1583                                    | Gozzadini                             | Camillo di Bernardino (1528-1532 deceduto)                                          |                                       |
| XIX                                   | 1506-1583                                    | Gozzadini                             | Lodovico di Gozzadino (1532-1536 deceduto)                                          |                                       |
| XIX                                   | 1506-1583                                    | Gozzadini                             | Ulisse di Matteo (1538-1566 deceduto)                                               |                                       |
| XIX                                   | 1506-1583                                    | Gozzadini                             | Alessandro di Gabbione (1566-1583 deceduto)                                         |                                       |
| XIX                                   | 1583-1597                                    | Manzoli                               | Melchiorre di Ercole (1583-1597 deceduto)                                           |                                       |
| XIX                                   | 1600-1624                                    | Ranuzzi-Manzoli                       | Camillo di Girolamo (1600-1624 deceduto)                                            |                                       |
| XIX                                   | 1624-1718                                    | Fibbia                                | Roberto di Marcantonio (1624-1632 deceduto)                                         |                                       |
| XIX                                   | 1624-1718                                    | Fibbia                                | Alessandro di Antonio Galeazzo (1632-1634 deceduto)                                 |                                       |
| XIX                                   | 1624-1718                                    | Fibbia                                | Maffeo di Antonio Galeazzo (1641-1700 rinuncia)                                     |                                       |
| XIX                                   | 1624-1718                                    | Fibbia                                | Alessandro di Maffeo (1700-1718 rinuncia)                                           |                                       |
| XIX                                   | 1719-1797                                    | Monti Bendini                         | Francesco di Ferdinando (1719-1725 deceduto)                                        |                                       |
| XIX                                   | 1719-1797                                    | Monti Bendini                         | Ferdinando di Francesco (1725-1727 deceduto)                                        |                                       |
| XIX                                   | 1719-1797                                    | Monti Bendini                         | Pietro Innocenzo di Francesco (1727-1759 deceduto)                                  |                                       |
| XIX                                   | 1719-1797                                    | Monti Bendini                         | Giuseppe di Francesco (1759-1775 rinuncia)                                          |                                       |
| XIX                                   | 1719-1797                                    | Monti Bendini                         | Francesco di Luigi (1775-1797 deposto)                                              |                                       |
| XX                                    | 1506-                                        | Grassi                                | Agamennone di Baldassarre (1506-)                                                   |                                       |
| XX                                    | 1561-                                        | Bianchini                             | Giovanni Battista di Amerigo (1561-1572 deceduto)                                   |                                       |
| XX                                    | 1561-                                        | Bianchini                             | Alessandro di Amerigo (1551-1561 deceduto)                                          |                                       |
| XX                                    |                                              | Bianchi                               | Gaspare di Gualterotto (1561-1572 deceduto)                                         |                                       |
| XX                                    | Annibale di Gualterotto (1572-1607 deceduto) | Bianchi                               |                                                                                     |                                       |
| XX                                    | 1608-1672                                    | Ludovisi                              | Orazio di Pompeo (1608-1624 deceduto)                                               |                                       |
| XX                                    | 1608-1672                                    | Ludovisi                              | Niccolò di Orazio (1624-1665 deceduto)                                              |                                       |
| XX                                    | 1608-1672                                    | Ludovisi                              | Giovanni Battista di Niccolò (1667-1672 rinuncia)                                   |                                       |
| XX                                    | 1672-1797                                    | Davia                                 | Virgilio di Giovanni Battista (1672-1703 deceduto)                                  |                                       |
| XX                                    | 1672-1797                                    | Davia                                 | Francesco di Virgilio (1707-1753 deceduto)                                          |                                       |
| XX                                    | 1672-1797                                    | Davia                                 | Giuseppe di Francesco (1754-1768 rinuncia)                                          |                                       |
| XX                                    | 1672-1797                                    | Davia                                 | Giacomo di Giuseppe (1769-1797 deposto)                                             |                                       |
| XXI                                   | 1506-1511; 1513-1551                         | Grati                                 | Carlo di Giacomo (1506-1511 deposto; 1513-1519 deceduto)                            |                                       |
| XXI                                   | 1506-1511; 1513-1551                         | Grati                                 | Giovanni Giacomo di Carlo (1528-1551 deceduto)                                      |                                       |
| XXI                                   | 1551-1558                                    | Caccialupi-Malvezzi                   | Floriano di Carlo Antonio (1551-1558 deceduto)                                      |                                       |
| XXI                                   | 1558-1563                                    | Angelelli                             | Cristoforo di Andrea (1558-1563 deceduto)                                           |                                       |
| XXI                                   | 1563-1578                                    | Volta                                 | Marcantonio di Alessandro (1563-1578 deceduto)                                      |                                       |
| XXI                                   | 1578-1599                                    | Marescalchi                           | Fulvio di Vincenzo (1578-1599 deceduto)                                             |                                       |
| XXI                                   | 1600-1797                                    | Ercolani                              | Germanico di Ercole (1600-1615 deceduto)                                            |                                       |
| XXI                                   | 1600-1797                                    | Ercolani                              | Agostino di Ercole (1615-1685 deceduto)                                             |                                       |
| XXI                                   | 1600-1797                                    | Ercolani                              | Enrico di Agostino (1658-1683 rinuncia)                                             |                                       |
| XXI                                   | 1600-1797                                    | Ercolani                              | Pompeo di Enrico (1683-1721 rinuncia)                                               |                                       |
| XXI                                   | 1600-1797                                    | Ercolani                              | Agostino di Pompeo (1727-1744 deceduto)                                             |                                       |
| XXI                                   | 1600-1797                                    | Ercolani                              | Vincenzo di Pompeo (1745-1775 deceduto)                                             |                                       |
| XXI                                   | 1600-1797                                    | Ercolani                              | Filippo di Marcantonio (1775-1797 deposto)                                          |                                       |
| XXII                                  | 1506-1508                                    | Guidotti                              | Sallustio di Giovanni (1506-1508 deceduto)                                          |                                       |
| XXII                                  | 1508-1511                                    | Pasi                                  | Giulio di Giovanni (1508-1511 deposto)                                              |                                       |
| XXII                                  | 1513-1554                                    | Guastavillani                         | Filippo di Bartolomeo (1513-1554 deceduto)                                          |                                       |
| XXII                                  | 1554-1697                                    | Malvasia                              | Cornelio di Napoleone (1554-1577 deceduto)                                          |                                       |
| XXII                                  | 1554-1697                                    | Malvasia                              | Cesare di Antonio Galeazzo (1577-1603 deceduto)                                     |                                       |
| XXII                                  | 1554-1697                                    | Malvasia                              | Ercole di Cornelio (1604-1619 deceduto)                                             |                                       |
| XXII                                  | 1554-1697                                    | Malvasia                              | Giulio di Cornelio (1619-1628 deceduto)                                             |                                       |
| XXII                                  | 1554-1697                                    | Malvasia                              | Cornelio di Giulio (1628-1664 deceduto)                                             |                                       |
| XXII                                  | 1554-1697                                    | Malvasia                              | Giuseppe Michele di Galeazzo (1664-1695 deceduto)                                   |                                       |
| XXII                                  | 1554-1697                                    | Malvasia                              | Cesare Alberto di Galeazzo (1695-1697 deceduto)                                     |                                       |
| XXII                                  | 1697-1797                                    | Magnani                               | Paolo Scipione di Enea (1697-1753 deceduto)                                         |                                       |
| XXII                                  | 1697-1797                                    | Magnani                               | Adriano di Cristoforo (1753-1796 deceduto)                                          |                                       |
| XXII                                  | 1697-1797                                    | Magnani                               | Giacomo di Adriano (1796-1797 deposto)                                              |                                       |
| XXIII                                 | 1506-1511 1513-1569                          | Isolani                               | Pietro di Agostino (1506-1511 deposto; 1513-1519)                                   |                                       |
| XXIII                                 | 1506-1511 1513-1569                          | Isolani                               | Giovanni Francesco di Giacomo (1628-1542 deceduto)                                  |                                       |
| XXIII                                 | 1506-1511 1513-1569                          | Isolani                               | Alemanno di Giovanni Francesco (1543-1550 deposto; 1554-1569 deceduto)              |                                       |
| XXIII                                 | 1506-1511 1513-1569                          | Isolani                               | Lodovico di Giovanni Francesco (1551-1554)                                          |                                       |
| XXIII                                 | 1569-1796                                    | Boncompagni                           | Boncompagno di Cristoforo (1569-1587 deceduto)                                      |                                       |
| XXIII                                 | 1569-1796                                    | Boncompagni                           | Girolamo di Boncompagno                                                             |                                       |
| XXIII                                 | 1569-1796                                    | Boncompagni                           | Gregorio di Giacomo (1622-1628 deceduto)                                            |                                       |
| XXIII                                 | 1569-1796                                    | Boncompagni                           | Giacomo di Gregorio (1628-1636 deceduto)                                            |                                       |
| XXIII                                 | 1569-1796                                    | Boncompagni                           | Ugo di Gregorio (1636-1676 deceduto)                                                |                                       |
| XXIII                                 | 1569-1796                                    | Boncompagni                           | Gregorio di Ugo (1691-1707 deceduto)                                                |                                       |
| XXIII                                 | 1569-1796                                    | Boncompagni                           | Gaetano di Antonio (1731-1777 deceduto)                                             |                                       |
| XXIII                                 | 1569-1796                                    | Boncompagni                           | Antonio di Gaetano (1777-1797 deposto)                                              |                                       |
| XXIV                                  | 1506-1555                                    | Lambertini                            | Cornelio di Guido Antonio (1506-1541 deceduto)                                      |                                       |
| XXIV                                  | 1506-1555                                    | Lambertini                            | Lodovico di Giovanni Battista (1541-1555 deceduto)                                  |                                       |
| XXIV                                  | 1556-1574                                    | Bolognetti                            | Francesco di Alberto (1556-1574 deceduto)                                           |                                       |
| XXIV                                  | 1574-1688                                    | Lambertini                            | Cornelio di Annibale (1574-1602 deceduto)                                           |                                       |
| XXIV                                  | 1574-1688                                    | Lambertini                            | Giulio Cesare di Bartolomeo (1603-1611 deceduto)                                    |                                       |
| XXIV                                  | 1574-1688                                    | Lambertini                            | Bartolomeo di Giulio Cesare (1611-1666 deceduto)                                    |                                       |
| XXIV                                  | 1574-1688                                    | Lambertini                            | Guido Antonio di Cornelio (1666-1678 deceduto)                                      |                                       |
| XXIV                                  | 1574-1688                                    | Lambertini                            | Cesare di Cornelio (1678-1688 deceduto)                                             |                                       |
| XXIV                                  | 1689-1770                                    | Bolognetti                            | Paolo di Girolamo (1689-1702 rinuncia)                                              |                                       |
| XXIV                                  | 1689-1770                                    | Bolognetti                            | Camillo di Paolo (1702-1725 deceduto)                                               |                                       |
| XXIV                                  | 1689-1770                                    | Bolognetti                            | Ferdinando di Paolo (1725-1737 deceduto)                                            |                                       |
| XXIV                                  | 1689-1770                                    | Bolognetti                            | Giacomo di Ferdinando (1737- 1770 dimesso)                                          |                                       |
| XXIV                                  | 1770-1797                                    | Savioli                               | Lodovico di Giovanni Andrea (1770-1797 deposto)                                     |                                       |
| XXV                                   | 1506-1511 1513-1514                          | Legnani                               | Antonio Maria di Giorgio (1506-1511 deposto; 1513-1514 rinuncia)                    |                                       |
| XXV                                   | 1514-1528                                    | Paleotti                              | Annibale di Vincenzo (1514-1516 deceduto)                                           |                                       |
| XXV                                   | 1514-1528                                    | Paleotti                              | Alessandro di Vincenzo (1526-1528 deceduto)                                         |                                       |
| XXV                                   | 1528-1579                                    | Ercolani                              | Vincenzo di Giacomo (1528-1557 deceduto)                                            |                                       |
| XXV                                   | 1528-1579                                    | Ercolani                              | Agostino di Giacomo (1557-1579 deceduto)                                            |                                       |
| XXV                                   | 1579-1588                                    | Piatesi                               | Giulio Cesare di Francesco (1579-1588 deceduto)                                     |                                       |
| XXV                                   | 1589-1678                                    | Volta                                 | Alessandro di Galeazzo (1589-1599 deceduto)                                         |                                       |
| XXV                                   | 1589-1678                                    | Volta                                 | Astorre di Alessandro (1599-1627 deceduto)                                          |                                       |
| XXV                                   | 1589-1678                                    | Volta                                 | Achille di Astorre (1627-1676 rinuncia)                                             |                                       |
| XXV                                   | 1589-1678                                    | Volta                                 | Astorre di Achille (1676-1678 deceduto)                                             |                                       |
| XXV                                   | 1678-1797                                    | Marescalchi                           | Vincenzo Maria di Fulvio (1678-1699 rinuncia)                                       |                                       |
| XXV                                   | 1678-1797                                    | Marescalchi                           | Carlo Alfonso di Vincenzo (1699-1735 rinuncia)                                      |                                       |
| XXV                                   | 1678-1797                                    | Marescalchi                           | Vincenzo di Carlo Alfonso (1735-1780 rinuncia)                                      |                                       |
| XXV                                   | 1678-1797                                    | Marescalchi                           | Ferdinando di Vincenzo (1780-1797 deposto)                                          |                                       |
| XXVI                                  | 1506-1538                                    | Lini                                  | Giacomo Maria di Antonio (1506-1538 deceduto)                                       |                                       |
| XXVI                                  | 1538-1564                                    | Sampieri                              | Giovanni Battista di Francesco (1538-1564 deceduto)                                 |                                       |
| XXVI                                  | 1564-1689                                    | Angelelli                             | Alberto di Andrea (1564-1574 deceduto)                                              |                                       |
| XXVI                                  | 1564-1689                                    | Angelelli                             | Angelo Maria di Andrea (1574-1600 deceduto)                                         |                                       |
| XXVI                                  | 1564-1689                                    | Angelelli                             | Giovanni di Anchille (1602-1623 deceduto)                                           |                                       |
| XXVI                                  | 1564-1689                                    | Angelelli                             | Giovanni Francesco di Giovanni (1623-1623 deceduto)                                 |                                       |
| XXVI                                  | 1564-1689                                    | Angelelli                             | Andrea di Giovanni (1623-1643 deceduto)                                             |                                       |
| XXVI                                  | 1564-1689                                    | Angelelli                             | Francesco di Andrea (1643-1663 deceduto)                                            |                                       |
| XXVI                                  | 1564-1689                                    | Angelelli                             | Angelo Maria di Giovanni Filippo (1663-1689 deceduto)                               |                                       |
| XXVI                                  | 1689-1750                                    | Manzoli                               | Bartolomeo di Giorgio (1689-1704 deceduto)                                          |                                       |
| XXVI                                  | 1689-1750                                    | Manzoli                               | Vincenzo di Giorgio (1704-1708 rinuncia)                                            |                                       |
| XXVI                                  | 1689-1750                                    | Manzoli                               | Giorgio Carlo di Vincenzo (1716-1722 rinuncia)                                      |                                       |
| XXVI                                  | 1689-1750                                    | Manzoli                               | Lodovico di Vincenzo (1722-1732 deceduto)                                           |                                       |
| XXVI                                  | 1689-1750                                    | Manzoli                               | Francesco di Vincenzo (1732-1750 rinuncia)                                          |                                       |
| XXVI                                  | 1750-1797                                    | Bovio-Silvestri                       | Pier Paolo di Cinzio Silvestri e Virginia di Antonio Bovio (1750-1772 rinuncia)     |                                       |
| XXVI                                  | 1750-1797                                    | Bovio-Silvestri                       | Antonio di Pier Paolo (1774-1797 deposto)                                           |                                       |
| XXVII                                 | 1506-1511                                    | Ludovisi                              | Girolamo di Beltrando (1506-1511 deposto)                                           |                                       |
| XXVII                                 | 1513-1797                                    | Malvezzi                              | Giulio di Virgilio (1513-1522 deceduto)                                             |                                       |
| XXVII                                 | 1513-1797                                    | Malvezzi                              | Pirro di Pirro (1522-1537 deceduto)                                                 |                                       |
| XXVII                                 | 1513-1797                                    | Malvezzi                              | Ercole di Pirro (1538-1563 deceduto)                                                |                                       |
| XXVII                                 | 1513-1797                                    | Malvezzi                              | Pirro di Ercole (1563-1603 deceduto)                                                |                                       |
| XXVII                                 | 1513-1797                                    | Malvezzi                              | Piriteo di Marcantonio (1603-1627 deceduto)                                         |                                       |
| XXVII                                 | 1513-1797                                    | Malvezzi                              | Virgilio di Piriteo (1627-1654 deceduto)                                            |                                       |
| XXVII                                 | 1513-1797                                    | Malvezzi                              | Francesco Pirro di Ercole (1654-1658 deceduto)                                      |                                       |
| XXVII                                 | 1513-1797                                    | Malvezzi                              | Sigismondo di Marcantonio (1658-1667 deceduto)                                      |                                       |
| XXVII                                 | 1513-1797                                    | Malvezzi                              | Virgilio di Sigismondo (1667-1691 deceduto)                                         |                                       |
| XXVII                                 | 1513-1797                                    | Malvezzi                              | Piriteo Gaetano di Virgilio (1691-1718 rinuncia)                                    |                                       |
| XXVII                                 | 1513-1797                                    | Malvezzi                              | Sigismondo di Piriteo (1720-1762 rinuncia)                                          |                                       |
| XXVII                                 | 1513-1797                                    | Malvezzi                              | Piriteo di Sigismondo (1762-1797 deposto)                                           |                                       |
| XXVIII                                | 1506-1513                                    | Malvezzi                              | Giulio di Virgilio (1506-1513, poi nel seggio XXVII)                                |                                       |
| XXVIII                                | 1513-1560                                    | Manzoli                               | Marchione di Giorgio (1513-1527 deceduto)                                           |                                       |
| XXVIII                                | 1513-1560                                    | Manzoli                               | Giorgio di Marchione (1528-1560 deceduto)                                           |                                       |
| XXVIII                                | 1560-1589                                    | Bandini                               | Ercole di Giovanni (1560-1589 deceduto)                                             |                                       |
| XXVIII                                | 1589-1626                                    | Lini                                  | Antonio di Alessandro (1589-1626 deceduto)                                          |                                       |
| XXVIII                                | 1626-1730                                    | Gessi                                 | Camillo di (1626-1635 deceduto)                                                     |                                       |
| XXVIII                                | 1626-1730                                    | Gessi                                 | Berlingero di Camillo (1635-1671 deceduto)                                          |                                       |
| XXVIII                                | 1626-1730                                    | Gessi                                 | Carlo Maria di Berlingero (1671-1695 rinuncia)                                      |                                       |
| XXVIII                                | 1626-1730                                    | Gessi                                 | Berlingero di Carlo Maria (1695-1714 deceduto)                                      |                                       |
| XXVIII                                | 1626-1730                                    | Gessi                                 | Camillo di Carlo Maria (1714-1730 deceduto)                                         |                                       |
| XXVIII                                | 1730-1797                                    | Buoi                                  | Bartolomeo di Andrea (1730-1743 rinuncia)                                           |                                       |
| XXVIII                                | 1730-1797                                    | Buoi                                  | Teodoro di Alessandro (1744-1761 rinuncia)                                          |                                       |
| XXVIII                                | 1730-1797                                    | Buoi                                  | Bartolomeo di Teodoro (1761-1797 deposto)                                           |                                       |
| XXIX                                  | 1506-1795                                    | Marescotti                            | Ercole di Galeazzo (1506-1518 deceduto)                                             |                                       |
| XXIX                                  | 1506-1795                                    | Marescotti                            | Giovanni Luigi di Ercole (1513-1518 deceduto)                                       |                                       |
| XXIX                                  | 1506-1795                                    | Marescotti                            | Giovanni Luigi di Ercole (1534-1541 deceduto)                                       |                                       |
| XXIX                                  | 1506-1795                                    | Marescotti                            | Ercole di Giovanni Luigi (1541-1591 rinuncia)                                       |                                       |
| XXIX                                  | 1506-1795                                    | Marescotti                            | Bartolomeo di Ercole (1591-1629 rinuncia)                                           |                                       |
| XXIX                                  | 1506-1795                                    | Marescotti                            | Ciro di Bartolomeo (1630-1659 deceduto)                                             |                                       |
| XXIX                                  | 1506-1795                                    | Marescotti                            | Ercole di Annibale (1659-1671 deceduto)                                             |                                       |
| XXIX                                  | 1506-1795                                    | Marescotti                            | Riniero di Annibale (1671-1690 deceduto)                                            |                                       |
| XXIX                                  | 1506-1795                                    | Marescotti                            | Antonio Giuseppe di Bernardino (1690-1711 rinuncia)                                 |                                       |
| XXIX                                  | 1506-1795                                    | Marescotti                            | Francesco di Antonio Giuseppe (1711-1744 deceduto)                                  |                                       |
| XXIX                                  | 1506-1795                                    | Marescotti                            | Giovanni Luigi di Francesco (1744-1783 deceduto)                                    |                                       |
| XXIX                                  | 1506-1795                                    | Marescotti                            | Antonio di Giovanni Luigi (1783-1795 deceduto)                                      |                                       |
| XXIX                                  | 1795-1797: vacante                           |                                       |                                                                                     |                                       |
| XXX                                   | 1506-1775                                    | Marsigli                              | Giovanni di Giacomo (1506-1511 deceduto)                                            |                                       |
| XXX                                   | 1506-1775                                    | Marsigli                              | Agostino di Giacomo (1513-1528 deceduto)                                            |                                       |
| XXX                                   | 1506-1775                                    | Marsigli                              | Cesare di Agostino (1528-1529 deceduto)                                             |                                       |
| XXX                                   | 1506-1775                                    | Marsigli                              | Marcantonio di Agostino (1529-1547 deceduto)                                        |                                       |
| XXX                                   | 1506-1775                                    | Marsigli                              | Rinaldo di Marcantonio (1547-1564 deceduto)                                         |                                       |
| XXX                                   | 1506-1775                                    | Marsigli                              | Enea di Marcantonio (1564-1580 deceduto)                                            |                                       |
| XXX                                   | 1506-1775                                    | Marsigli                              | Agostino di Cesare (1580-1596 deceduto)                                             |                                       |
| XXX                                   | 1506-1775                                    | Marsigli                              | Ercole di Agostino (1597-1610 deceduto)                                             |                                       |
| XXX                                   | 1506-1775                                    | Marsigli                              | Alessandro di Agostino (1616-1627 deceduto)                                         |                                       |
| XXX                                   | 1506-1775                                    | Marsigli                              | Agostino di Alessandro (1635-1702 deceduto)                                         |                                       |
| XXX                                   | 1506-1775                                    | Marsigli                              | Alessandro Gaetano di Cesare (1702-1739 rinuncia)                                   |                                       |
| XXX                                   | 1506-1775                                    | Marsigli                              | Cesare di Alessandro (1740-1775 deceduto)                                           |                                       |
| XXX                                   | 1777-1797                                    | Fibbia                                | Giovanni Carlo di Fabio (1777-1785 deceduto)                                        |                                       |
| XXX                                   | 1777-1797                                    | Fibbia                                | Filippo di Giovanni Carlo (1786-1797 deposto)                                       |                                       |
| XXXI                                  | 1506-1511                                    | Manzoli                               | Marchione di Giorgio (1506-1511 deposto)                                            |                                       |
| XXXI                                  | 1513-1574                                    | Orsi                                  | Alessio di Giacomo (1513-1516 deceduto)                                             |                                       |
| XXXI                                  | 1513-1574                                    | Orsi                                  | Vincenzo di Trolo (1528-1553 deceduto)                                              |                                       |
| XXXI                                  | 1513-1574                                    | Orsi                                  | Giacomo di Annibale (1553-1564 deceduto)                                            |                                       |
| XXXI                                  | 1513-1574                                    | Orsi                                  | Alessio di Alessandro (1564-1574 deceduto)                                          |                                       |
| XXXI                                  | 1574-1797                                    | Isolani                               | Rodolfo di Alamanno (1574-1610 deceduto)                                            |                                       |
| XXXI                                  | 1574-1797                                    | Isolani                               | Giovanni Francesco di Rodolfo (1610-1613 deceduto)                                  |                                       |
| XXXI                                  | 1574-1797                                    | Isolani                               | Alamanno di Rodolfo (1613-1655 deceduto)                                            |                                       |
| XXXI                                  | 1574-1797                                    | Isolani                               | Giovanni Francesco di Alamanno (1655-1698 deceduto)                                 |                                       |
| XXXI                                  | 1574-1797                                    | Isolani                               | Alamanno di Giacomo (1700-1733 deceduto)                                            |                                       |
| XXXI                                  | 1574-1797                                    | Isolani                               | Giacomo di Alamanno (1733-1766 deceduto)                                            |                                       |
| XXXI                                  | 1574-1797                                    | Isolani                               | Alamanno di Giacomo (1767-1797 deposto)                                             |                                       |
| XXXII                                 | 1506-1513                                    | Orsi                                  | Alessio di Giacomo (1506-1513, poi nel seggio XXXI)                                 |                                       |
| XXXII                                 | 1513-1554                                    | Guidotti                              | Aurelio di Giovanni (1513-1531 deceduto)                                            |                                       |
| XXXII                                 | 1513-1554                                    | Guidotti                              | Giulio Cesare di Aurelio (1531-1554 deceduto)                                       |                                       |
| XXXII                                 | 1554-1572                                    | Pellegrini                            | Ottaviano di Giovanni Battista (1554-1572 deceduto)                                 |                                       |
| XXXII                                 | 1572-1676                                    | Riario                                | Ercole di Giulio (1572-1585 deceduto)                                               |                                       |
| XXXII                                 | 1572-1676                                    | Riario                                | Raffaele di Giulio (1585-1592 deceduto)                                             |                                       |
| XXXII                                 | 1572-1676                                    | Riario                                | Giulio di Ercole (1592-1608 deceduto)                                               |                                       |
| XXXII                                 | 1572-1676                                    | Riario                                | Ferdinando di Raffaele (1608-1662 deceduto)                                         |                                       |
| XXXII                                 | 1572-1676                                    | Riario                                | Francesco Maria di Ferdinando (1662-1676 deceduto)                                  |                                       |
| XXXII                                 | 1676-1797                                    | Ratta                                 | Francesco di Giuseppe Carlo (1676-1715 rinuncia)                                    |                                       |
| XXXII                                 | 1676-1797                                    | Ratta                                 | Giuseppe Carlo di Luigi Gaetano (1716-1725 deceduto)                                |                                       |
| XXXII                                 | 1676-1797                                    | Ratta                                 | Lodovico di Luigi Gaetano (1725-1765 rinuncia)                                      |                                       |
| XXXII                                 | 1676-1797                                    | Ratta                                 | Dionisio di Lodovico (1765-1797 deposto)                                            |                                       |
| XXXIII                                | 1506-1513                                    | Pepoli                                | Alessandro di Guido (1506-1513, poi nel seggio XXXIV)                               |                                       |
| XXXIII                                | 1513-1520                                    | Paltroni                              | Antonio di Antonio (1513-1520 deceduto)                                             |                                       |
| XXXIII                                | 1528-1570                                    | Ludovisi                              | Niccolò di Girolamo (1528-1570 deceduto)                                            |                                       |
| XXXIII                                | 1571-1797                                    | Grati                                 | Aiace di Girolamo (1571-1571 deceduto)                                              |                                       |
| XXXIII                                | 1571-1797                                    | Grati                                 | Giovanni Girolamo di Girolamo (1571-1606 deceduto)                                  |                                       |
| XXXIII                                | 1571-1797                                    | Grati                                 | Giacomo di Giovanni Girolamo (1606-1633 deceduto)                                   |                                       |
| XXXIII                                | 1571-1797                                    | Grati                                 | Giovanni Girolamo di Cornelio (1633-1656 deceduto)                                  |                                       |
| XXXIII                                | 1571-1797                                    | Grati                                 | Giuseppe Riccardo Maria di Giovanni Girolamo (1656-1662 rinuncia)                   |                                       |
| XXXIII                                | 1571-1797                                    | Grati                                 | Antonio Maria di Giovanni Girolamo (1662-1712 deceduto)                             |                                       |
| XXXIII                                | 1571-1797                                    | Grati                                 | Giuseppe Maria di Antonio Maria (1713-1739 rinuncia)                                |                                       |
| XXXIII                                | 1571-1797                                    | Grati                                 | Antonio di Giuseppe Maria (1739-1787 deceduto)                                      |                                       |
| XXXIII                                | 1787-1797: vacante                           |                                       |                                                                                     |                                       |
| XXXIV                                 | 1506-1511                                    | Poeti                                 | Virgilio di Alessandro (1506-1511 deposto)                                          |                                       |
| XXXIV                                 | 1513-1796                                    | Pepoli                                | Alessandro di Guido (1513-1553 deceduto)                                            |                                       |
| XXXIV                                 | 1513-1796                                    | Pepoli                                | Filippo di Guido (1553-1554 deceduto)                                               |                                       |
| XXXIV                                 | 1513-1796                                    | Pepoli                                | Giovanni di Filippo (1554-1586 deceduto)                                            |                                       |
| XXXIV                                 | 1513-1796                                    | Pepoli                                | Filippo di Cornelio (1586-1630 deceduto)                                            |                                       |
| XXXIV                                 | 1513-1796                                    | Pepoli                                | Girolamo di Taddeo (1631-                                                           |                                       |
| XXXIV                                 | 1513-1796                                    | Pepoli                                | Francesco di Taddeo (1642-1652 deceduto)                                            |                                       |
| XXXIV                                 | 1513-1796                                    | Pepoli                                | Odoardo di Ercole (1652-1680 deceduto)                                              |                                       |
| XXXIV                                 | 1513-1796                                    | Pepoli                                | Ercole Luigi di Filippo (1682-1707 rinuncia)                                        |                                       |
| XXXIV                                 | 1513-1796                                    | Pepoli                                | Cornelio di Filippo (1707-1707 deceduto)                                            |                                       |
| XXXIV                                 | 1513-1796                                    | Pepoli                                | Alessandro di Cornelio (1707-1731 deceduto)                                         |                                       |
| XXXIV                                 | 1513-1796                                    | Pepoli                                | Cornelio di Alessandro (1732-1777 deceduto)                                         |                                       |
| XXXIV                                 | 1513-1796                                    | Pepoli                                | Alessandro di Cornelio (1777-1796 deceduto)                                         |                                       |
| XXXIV                                 | 1796-1797: vacante                           |                                       |                                                                                     |                                       |
| XXXV                                  | 1506-1511                                    | Ranuzzi                               | Angelo di Girolamo (1506-1511 deposto)                                              |                                       |
| XXXV                                  | 1506-1621                                    | Poeti                                 |                                                                                     |                                       |
| XXXV                                  | 1506-1621                                    | Poeti                                 |                                                                                     |                                       |
| XXXV                                  | 1506-1621                                    | Poeti                                 |                                                                                     |                                       |
| XXXV                                  | 1506-1621                                    | Poeti                                 |                                                                                     |                                       |
| XXXV                                  | 1506-1621                                    | Poeti                                 |                                                                                     |                                       |
| XXXV                                  | 1622-1640                                    | Vizzani                               |                                                                                     |                                       |
| XXXV                                  | 1622-1640                                    | Vizzani                               |                                                                                     |                                       |
| XXXV                                  | 1640-1648                                    | Magnani                               | Paolo Scipione di Enea                                                              |                                       |
| XXXV                                  | 1648-1654                                    | Segni                                 |                                                                                     |                                       |
| XXXV                                  | 1648-1654                                    | Segni                                 |                                                                                     |                                       |
| XXXV                                  | 1654-1686                                    | Magnani                               | Vincenzo di Enea                                                                    |                                       |
| XXXV                                  | 1654-1686                                    | Magnani                               | Enea di Vincenzo                                                                    |                                       |
| XXXV                                  | 1686-1713                                    | Foscherari                            | Giuseppe Maria di Romeo                                                             |                                       |
| XXXV                                  | 1713-1734                                    | Boccadiferro                          | Ludovico Antonio di Camillo (                                                       |                                       |
| XXXV                                  | 1713-1734                                    | Boccadiferro                          | Camillo di Ludovico (1726-1734 deceduto)                                            |                                       |
| XXXV                                  | 1735-1797                                    | Angelelli-Malvezzi                    | Achille di Nerio Malvezzi (1735-1767 deceduto)                                      |                                       |
| XXXV                                  | 1735-1797                                    | Angelelli-Malvezzi                    | Giuseppe (1767-1797 deposto)                                                        |                                       |
| XXXVI                                 | 1506-1508                                    | Ringhiera                             | Innocenzo di Gaspare (1506-1508 deceduto)                                           |                                       |
| XXXVI                                 | 1508-1511                                    | Lojani                                | Giacomo di Giovanni (1508-1511 deposto)                                             |                                       |
| XXXVI                                 | Vacante: 1513-1528                           |                                       |                                                                                     |                                       |
| XXXVI                                 | 1528-1540                                    | Ranuzzi                               | Angelo di Girolamo (1528-1540 deceduto)                                             |                                       |
| XXXVI                                 | 1540-1586                                    | Foscherari                            | Romeo (1540-1585 deceduto)                                                          |                                       |
| XXXVI                                 | 1540-1586                                    | Foscherari                            | Egidio di Romeo (1585-1586 deceduto)                                                |                                       |
| XXXVI                                 | 1586-1685                                    | Facchinetti                           | Cesare di Antonio (1586-1593 rinuncia)                                              |                                       |
| XXXVI                                 | 1586-1685                                    | Facchinetti                           | Filippo di Cesare (1595-1598 deceduto)                                              |                                       |
| XXXVI                                 | 1586-1685                                    | Facchinetti                           | Ludovico di Cesare (1598-1644 deceduto)                                             |                                       |
| XXXVI                                 | 1586-1685                                    | Facchinetti                           | Innocenzo di Ludovico (1644-1662 deceduto)                                          |                                       |
| XXXVI                                 | 1586-1685                                    | Facchinetti                           | Carlo Alessandro di Ludovico (1662-1685 deceduto)                                   |                                       |
| XXXVI                                 | 1685-1747                                    | Pamphili                              | Giovanni Battista di Camillo (1685-1709 deceduto)                                   |                                       |
| XXXVI                                 | 1685-1747                                    | Pamphili                              | Camillo di Giovanni Battista (1710-1747 deceduto)                                   |                                       |
| XXXVI                                 | 1745-1797                                    | Bianchi                               | Annibale di Alessandro (1747-1763 deceduto)                                         |                                       |
| XXXVI                                 | 1745-1797                                    | Bianchi                               | Giuseppe di Annibale (1764-1797 deposto)                                            |                                       |
| XXXVII                                | 1506-1513                                    | Sampieri                              | Girolamo di Battista (1506-1513, poi nel seggio)                                    |                                       |
| XXXVII                                | 1513-1544                                    | Ringhieri                             | Gaspare di Innocenzo (1513-1544 deceduto)                                           |                                       |
| XXXVII                                | Bargellini                                   |                                       |                                                                                     |                                       |
| XXXVII                                |                                              |                                       |                                                                                     |                                       |
| XXXVII                                |                                              |                                       |                                                                                     |                                       |
| XXXVII                                |                                              |                                       |                                                                                     |                                       |
| XXXVII                                |                                              |                                       |                                                                                     |                                       |
| XXXVII                                |                                              |                                       |                                                                                     |                                       |
| XXXVII                                |                                              |                                       |                                                                                     |                                       |
| XXXVII                                |                                              |                                       |                                                                                     |                                       |
| XXXVII                                |                                              |                                       |                                                                                     |                                       |
| XXXVIII                               | 1506-1511                                    | Sassoni                               | Annibale di Bernardino (1506-1511 deposto)                                          |                                       |
| XXXVIII                               | 1513-1516                                    | Sampieri                              | Girolamo di Lodovico (1513-1516 deceduto)                                           |                                       |
| XXXVIII                               | Zambeccari                                   |                                       |                                                                                     |                                       |
| XXXVIII                               |                                              |                                       |                                                                                     |                                       |
| XXXVIII                               |                                              |                                       |                                                                                     |                                       |
| XXXVIII                               |                                              |                                       |                                                                                     |                                       |
| XXXVIII                               |                                              |                                       |                                                                                     |                                       |
| XXXVIII                               |                                              |                                       |                                                                                     |                                       |
| XXXVIII                               |                                              |                                       |                                                                                     |                                       |
| XXXVIII                               |                                              |                                       |                                                                                     |                                       |
| XXXVIII                               |                                              |                                       |                                                                                     |                                       |
| XXXIX                                 | 1506-1513                                    | Volta                                 | Alessandro di Astorre (1506-1513, poi nel seggio XL)                                |                                       |
| XXXIX                                 | Sassoni                                      |                                       |                                                                                     |                                       |
| XXXIX                                 |                                              |                                       |                                                                                     |                                       |
| XXXIX                                 | Ranuzzi                                      |                                       |                                                                                     |                                       |
| XXXIX                                 | Casali                                       |                                       |                                                                                     |                                       |
| XXXIX                                 |                                              |                                       |                                                                                     |                                       |
| XXXIX                                 |                                              |                                       |                                                                                     |                                       |
| XXXIX                                 |                                              |                                       |                                                                                     |                                       |
| XXXIX                                 |                                              |                                       |                                                                                     |                                       |
| XXXIX                                 |                                              |                                       |                                                                                     |                                       |
| XXXIX                                 |                                              |                                       |                                                                                     |                                       |
| XXXIX                                 |                                              |                                       |                                                                                     |                                       |
| XL                                    | 1506-1510                                    | Zambeccari                            | Bartolomeo di Giacomo (1506-1510 deceduto)                                          |                                       |
| XL                                    | Volta                                        |                                       |                                                                                     |                                       |
| XL                                    |                                              |                                       |                                                                                     |                                       |
| XL                                    |                                              |                                       |                                                                                     |                                       |
| XL                                    | Legnani                                      |                                       |                                                                                     |                                       |
| XL                                    |                                              |                                       |                                                                                     |                                       |
| XL                                    |                                              |                                       |                                                                                     |                                       |
| XL                                    |                                              |                                       |                                                                                     |                                       |
| XL                                    |                                              |                                       |                                                                                     |                                       |
| XL                                    |                                              |                                       |                                                                                     |                                       |
| XL                                    |                                              |                                       |                                                                                     |                                       |
| XL                                    |                                              |                                       |                                                                                     |                                       |
| Seggi istituiti da Sisto V nel 1590   |                                              |                                       |                                                                                     |                                       |
| XLI                                   | 1590-1644                                    | Aldrovandi                            | Ercole di Filippo Maria (1590-1593 deceduto)                                        |                                       |
| XLI                                   | 1590-1644                                    | Aldrovandi                            | Pompeo di Ercole (1594-1623 deceduto)                                               |                                       |
| XLI                                   | 1590-1644                                    | Aldrovandi                            | Filippo di Pompeo (1623-1644 deceduto)                                              |                                       |
| XLI                                   | 1644-1797                                    | Barbazza                              | Andrea di Bartolomeo (1644-1656 deceduto)                                           |                                       |
| XLI                                   | 1644-1797                                    | Barbazza                              | Ferdinando di Andrea (1656-1678 deceduto)                                           |                                       |
| XLI                                   | 1644-1797                                    | Barbazza                              | Filippo di Andrea (1679-1700 deceduto)                                              |                                       |
| XLI                                   | 1644-1797                                    | Barbazza                              | Guido Antonio di Filippo (1700-1728 rinuncia)                                       |                                       |
| XLI                                   | 1644-1797                                    | Barbazza                              | Andrea di Guido Antonio (1734-1773 deceduto)                                        |                                       |
| XLI                                   | 1644-1797                                    | Barbazza                              | Guido di Andrea (1773-1797 deposto)                                                 |                                       |
| XLII                                  | 1590-1629                                    | Boschetti                             | Girolamo di Cesare (1590-1608 rinuncia)                                             |                                       |
| XLII                                  | 1590-1629                                    | Boschetti                             | Francesco Maria di Girolamo (1608-1629 deceduto)                                    |                                       |
| XLII                                  | 1629-1771                                    | Tanari                                | Giovanni Niccolò (1629-1669 rinuncia)                                               |                                       |
| XLII                                  | 1629-1771                                    | Tanari                                | Cesare di Giovanni Niccolò (1669-1711 rinuncia)                                     |                                       |
| XLII                                  | 1629-1771                                    | Tanari                                | Frangiotto di Cesare (1711-1731 rinuncia)                                           |                                       |
| XLII                                  | 1629-1771                                    | Tanari                                | Giovanni Niccolò di Frangiotto (1736-1765 rinuncia)                                 |                                       |
| XLII                                  | 1629-1771                                    | Tanari                                | Antonio di Giovanni Niccolò (1765-1771 deceduto)                                    |                                       |
| XLII                                  | 1771-1797                                    | Dondini Ghiselli                      | Carlo Antonio di Guglielmo (1771-1791 deceduto)                                     |                                       |
| XLII                                  | 1771-1797                                    | Dondini Ghiselli                      | Giacomo di Carlo Antonio (1791-1797 deposto)                                        |                                       |
| XLIII                                 | 1590-1615                                    | Castelli                              | Alberto di Catalano (1590-1615 deceduto)                                            |                                       |
| XLIII                                 | 1615-1616                                    | Seccadenari                           | Marcantonio di Achille (1615-1616 deceduto)                                         |                                       |
| XLIII                                 | 1616-1797                                    | Caprara                               | Niccolò (1616-1634 deceduto)                                                        |                                       |
| XLIII                                 | 1616-1797                                    | Caprara                               | Carlo Francesco di Niccolò (1634-1697 deceduto)                                     |                                       |
| XLIII                                 | 1616-1797                                    | Caprara                               | Niccolò di Carlo Francesco (1697-1724 deceduto)                                     |                                       |
| XLIII                                 | 1616-1797                                    | Caprara                               | Francesco di Giovanni Battista Montecuccoli e Vittoria Caprara (1724-1780 deceduto) |                                       |
| XLIII                                 | 1616-1797                                    | Caprara                               | Carlo di Niccolò (1780-1797 deposto)                                                |                                       |
| XLIV                                  | 1590-1797                                    | Gozzadini                             | Camillo di Giovanni Battista (1590-1620 rinuncia)                                   |                                       |
| XLIV                                  | 1590-1797                                    | Gozzadini                             | Fabio di Gabione (1621-1650 deceduto)                                               |                                       |
| XLIV                                  | 1590-1797                                    | Gozzadini                             | Marcantonio di Brandaligi (1650-1694 rinuncia)                                      |                                       |
| XLIV                                  | 1590-1797                                    | Gozzadini                             | Annibale di Marcantonio (1694-1704 deceduto)                                        |                                       |
| XLIV                                  | 1590-1797                                    | Gozzadini                             | Alessandro di Marcantonio (1704-1743 rinuncia)                                      |                                       |
| XLIV                                  | 1590-1797                                    | Gozzadini                             | Ulisse di Alessandro (1743-1795 deceduto)                                           |                                       |
| XLIV                                  | 1590-1797                                    | Gozzadini                             | Alessandro di Ulisse (1795-1797 deposto)                                            |                                       |
| XLV                                   | 1590-1797                                    | Guidotti                              | Federico di Aurelio (1590-1625 deceduto)                                            |                                       |
| XLV                                   | 1590-1797                                    | Guidotti                              | Francesco Maria di Federico (1625-1644 deceduto)                                    |                                       |
| XLV                                   | 1590-1797                                    | Guidotti                              | Saulo di Fabio (1644-1668 deceduto)                                                 |                                       |
| XLV                                   | 1590-1797                                    | Guidotti                              | Alberto di Saulo (1668-1691 deceduto)                                               |                                       |
| XLV                                   | 1590-1797                                    | Guidotti                              | Saulo di Alberto (1691-1691 rinuncia)                                               |                                       |
| XLV                                   | 1590-1797                                    | Guidotti                              | Obice Maria di Alberto (1691-1735 rinuncia)                                         |                                       |
| XLV                                   | 1590-1797                                    | Guidotti                              | Annibale di Alberto (1735-1743 rinuncia)                                            |                                       |
| XLV                                   | 1590-1797                                    | Guidotti                              | Francesco Alberto di Annibale (1750-1759 deceduto)                                  |                                       |
| XLV                                   | 1590-1797                                    | Guidotti                              | Annibale Carlo di Francesco Alberto (1759-1797 deposto)                             |                                       |
| XLVI                                  | 1590                                         | Ludovisi                              | conte Girolamo di Girolamo (1590-1590 deceduto)                                     |                                       |
| XLVI                                  | 1591-1668                                    | Lupari                                | Valerio di Marcantonio (1591-1608 deceduto)                                         |                                       |
| XLVI                                  | 1591-1668                                    | Lupari                                | Marcantonio di Valerio (1608-1639 rinuncia)                                         |                                       |
| XLVI                                  | 1591-1668                                    | Lupari                                | Giovanni di Marcantonio (1639-1662 deceduto)                                        |                                       |
| XLVI                                  | 1591-1668                                    | Lupari                                | Marcantonio di Giovanni (1662-1667 deceduto)                                        |                                       |
| XLVI                                  | 1591-1668                                    | Lupari                                | Bartolomeo di Giovanni (1667-1668 deceduto)                                         |                                       |
| XLVI                                  | 1669-1797                                    | Aldrovandi                            | Ercole di Filippo (1669-1678 deceduto)                                              |                                       |
| XLVI                                  | 1669-1797                                    | Aldrovandi                            | Filippo di Ercole (1678-1748 rinuncia)                                              |                                       |
| XLVI                                  | 1669-1797                                    | Aldrovandi                            | Riniero di Filippo (1748-1760 deceduto)                                             |                                       |
| XLVI                                  | 1669-1797                                    | Aldrovandi                            | Giovanni Francesco di Riniero (1760-1780 deceduto)                                  |                                       |
| XLVI                                  | 1669-1797                                    | Aldrovandi                            | Carlo di Giovanni Francesco (1780-1797 deposto)                                     |                                       |
| XLVII                                 | 1590-1638                                    | Magnani                               | Lorenzo di Lodovico (1590-1604 deceduto)                                            |                                       |
| XLVII                                 | 1590-1638                                    | Magnani                               | Enea di Vincenzo (1604-1638 deceduto)                                               |                                       |
| XLVII                                 | 1638-1797                                    | Spada                                 | Gregorio di Giacomo Filippo (1638-1686 deceduto)                                    |                                       |
| XLVII                                 | 1638-1797                                    | Spada                                 | Giacomo Filippo di Gregorio (1686-1706 deceduto)                                    |                                       |
| XLVII                                 | 1638-1797                                    | Spada                                 | Alerano di Gregorio (1707-1723 rinuncia)                                            |                                       |
| XLVII                                 | 1638-1797                                    | Spada                                 | Giuseppe Nicola di Alerano (1723-1752 deceduto)                                     |                                       |
| XLVII                                 | 1638-1797                                    | Spada                                 | Leonida di Muzio (1752-1761 rinuncia)                                               |                                       |
| XLVII                                 | 1638-1797                                    | Spada                                 | Muzio di Leonida (1761-1797 deposto)                                                |                                       |
| XLVIII                                | 1590-1797                                    | Orsi                                  | Guido Ascanio di Alessio (1590-1606 deceduto)                                       |                                       |
| XLVIII                                | 1590-1797                                    | Orsi                                  | Costanzo di Alessio (1616-1614 deceduto)                                            |                                       |
| XLVIII                                | 1590-1797                                    | Orsi                                  | Alessio di Guido Ascanio (1614-1656 deceduto)                                       |                                       |
| XLVIII                                | 1590-1797                                    | Orsi                                  | Guido Ascanio di Alessio (1656-1684 rinuncia)                                       |                                       |
| XLVIII                                | 1590-1797                                    | Orsi                                  | Alessio di Guido Ascanio (1684-1724 rinuncia)                                       |                                       |
| XLVIII                                | 1590-1797                                    | Orsi                                  | Guido Ascanio di Alessio (1724-1766 deceduto)                                       |                                       |
| XLVIII                                | 1590-1797                                    | Orsi                                  | Camillo di Gaetano (1766-1797 deceduto)                                             |                                       |
| XLIX                                  | 1590                                         | Piatesi                               | Francesco di Giulio Cesare (1590-1590 deceduto)                                     |                                       |
| XLIX                                  | 1590-1593                                    | Ercolani                              | Ercole di Agostino (1590-1593 deceduto)                                             |                                       |
| XLIX                                  | 1593-1786                                    | Calderini                             | Lodovico di Giovanni (1593-1600 deceduto)                                           |                                       |
| XLIX                                  | 1593-1786                                    | Calderini                             | Filippo di Giovanni (1600-1653 deceduto)                                            |                                       |
| XLIX                                  | 1593-1786                                    | Calderini                             | Niccolò di Giovanni (1654-1706 rinuncia)                                            |                                       |
| XLIX                                  | 1593-1786                                    | Calderini                             | Giuseppe di Niccolò (1706-1725 deceduto)                                            |                                       |
| XLIX                                  | 1593-1786                                    | Calderini                             | Filippo di Giuseppe (1725-1786 deceduto)                                            |                                       |
| XLIX                                  | 1786-1797: vacante                           |                                       |                                                                                     |                                       |
| L                                     | 1590-1797                                    | Sampieri                              | Francesco di Lodovico (1590-1610 deceduto)                                          |                                       |
| L                                     | 1590-1797                                    | Sampieri                              | Giovanni Battista di Francesco (1610-1644 deceduto)                                 |                                       |
| L                                     | 1590-1797                                    | Sampieri                              | Filippo di Francesco (1645-1658 deceduto)                                           |                                       |
| L                                     | 1590-1797                                    | Sampieri                              | Francesco Giovanni di Filippo (1658-1712 rinuncia)                                  |                                       |
| L                                     | 1590-1797                                    | Sampieri                              | Filippo Maria di Francesco Giovanni (1712-1745 deceduto)                            |                                       |
| L                                     | 1590-1797                                    | Sampieri                              | Francesco di Luigi (1745-1767 deceduto)                                             |                                       |
| L                                     | 1590-1797                                    | Sampieri                              | Luigi di Francesco (1767-1797 deposto)                                              |                                       |